# North Andros
North Andros è un distretto delle Bahamas con 3.854 abitanti al censimento 2010. 
È situato nella parte settentrionale dell'isola di Andros.

## Località
I centri abitati del distretto sono i seguenti:
- Red Bays
- Lowe Sound
- Morgans Bluff
- Nicholls Town
- Conch Sound
- Mastic Point
- Stafford Creek
- Blanket Sound
- Staniard Creek
- Calabash Bay
- Coakley Town?Fresh Creek
- Andros Town
- Bowens Sound
- Man-of-War-Sound
- Behring Point